# Saint-Ouen-lès-Parey
Saint-Ouen-lès-Parey – miejscowość i gmina we Francji, w regionie Grand Est, w departamencie Wogezy.
Według danych na rok 1990 gminę zamieszkiwało 575 osób, a gęstość zaludnienia wynosiła 27 osób/km² (wśród 2335 gmin Lotaryngii Saint-Ouen-lès-Parey plasuje się na 546. miejscu pod względem liczby ludności, natomiast pod względem powierzchni na miejscu 149.).